# فرانسیس ام. کورک
فرانسیس ام. کورک (به انگلیسی: Francis Marion Cockrell) سناتور سابق عضو حزب دموکرات ایالات متحده آمریکا بود. وی در سال ۱۸۷۵ تا ۱۹۰۵ میلادی سناتور ایالت میزوری در سنای ایالات متحده آمریکا بود.